# Scotch Cup 1964
Scotch Cup 1964 var den sjette udgave af curlingturneringen Scotch Cup og blev afviklet i arenaen Stampede Corral i byen Calgary, Alberta, Canada. Turneringen havde for første gang deltagelse af seks hold, eftersom Norge og Schweiz deltog for første gang. Turneringen blev for sjette år i træk vundet af Canada, der vandt alle sine syv kampe i turneringen.
I dag betragter World Curling Federation Scotch Cup 1964 som det sjette VM i curling for mænd.

## Resultater

### Grundspil
De seks deltagende hold spillede en enkeltturnering alle-mod-alle. De fire bedste hold gik videre til semifinalerne.
| Runde | Kampe              | Kampe | Kampe             | Kampe | Kampe              | Kampe |
| ----- | ------------------ | ----- | ----------------- | ----- | ------------------ | ----- |
| 1     | Skotland - Norge   | 17-4  | Sverige - Schweiz | 16-4  | Canada - USA       | 10-7  |
| 2     | USA - Sverige      | 9-6   | Canada - Norge    | 15-2  | Skotland - Schweiz | 18-2  |
| 3     | Skotland - USA     | 12-5  | Norge - Schweiz   | 13-10 | Canada - Sverige   | 13-6  |
| 4     | Skotland - Sverige | 13-5  | Canada - Schweiz  | 14-4  | USA - Norge        | 16-4  |
| 5     | USA - Schweiz      | 15-4  | Canada - Skotland | 9-7   | Sverige - Norge    | 13-4  |

| Plac. | Hold     | Vundne | Tabte |
| ----- | -------- | ------ | ----- |
| 1.    | Canada   | 5      | 0     |
| 2.    | Skotland | 4      | 1     |
| 3.    | USA      | 3      | 2     |
| 4.    | Sverige  | 2      | 3     |
| 5.    | Norge    | 1      | 4     |
| 6.    | Schweiz  | 0      | 5     |

### Slutspil
| Runde       | Kamp              | Res.  |
| ----------- | ----------------- | ----- |
| Semifinaler | Canada - Sverige  | 14-9  |
| Semifinaler | Skotland - USA    | 13-8  |
| Finale      | Canada - Skotland | 12-10 |

| Samlet rangering | Samlet rangering |
| ---------------- | ---------------- |
| Guld             | Canada           |
| Sølv             | Skotland         |
| 3.               | USA              |
| 4.               | Sverige          |
| 5.               | Norge            |
| 6.               | Schweiz          |